# Silhouetten-Sammlung Schubert

Titelseite der Silhouetten-Sammlung

Die Silhouetten-Sammlung Schubert im Bestand der Handschriftenabteilung der Niedersächsischen Staats- und Universitätsbibliothek Göttingen ist eine Sammlung von Schattenrissen der Zeit der Deutschen Empfindsamkeit. Mit etwa 200 Porträts bedeutender Persönlichkeiten des deutschen Geisteslebens, Professoren und Studenten der Georg-August-Universität Göttingen sowie Bürgern im kurhannoverschen Fürstentum Göttingen gehört sie zu den bedeutenden Porträtsammlungen der Werther-Zeit in Deutschland.

## Sammlung

Die einzige Fremdeintragung in der Silhouetten-Sammlung Schubert durch den Sekretär und Subsenior der Hannöverschen Landsmannschaft F. v. Stoltzenberg

Diese Sammlung von Schattenrissen der Zeit um 1780 wurde durch den aus Ratzeburg stammenden stud. jur. Carl Friedrich Schubert angelegt, der von 1778 bis 1781 in Göttingen studierte. Sie ist in einem ledergebundenen Memorabilienbuch unter dem Titel Sammlung von Schattenrissen, der Professoren, Studenten, schönen Geistern, auch einigen eleganten Göttinger Piecen – die beygefügten Anmerkungen sind wahr und nicht zur Belustigung, sondern zu meiner Erinnerung beygesetzt, Göttingen, d. 20ten Juny 1779 – nec temere nec timide - zusammengefasst. Vom Charakter her ist das Werk damit stammbuchähnlich, enthält jedoch mit einer Ausnahme seines Mitbewohners im Michaelishaus Friedrich von Stoltzenberg vom 16. Juni 1779 keine Einträge von fremder Hand. Das Buch enthält etwa 200 in schwarzer Tinte getuschte Schattenporträts, überwiegend mit Bezeichnung der dargestellten Personen. Diese seit der Antike bekannte reduzierte Form der Porträtdarstellung erlebte zur Studienzeit Schuberts als Modeerscheinung auf Grundlage der von Johann Caspar Lavater entwickelten Lehre von der Physiognomik deutschlandweit einen neuen Höhepunkt. Auf der jeweiligen Rückseite seiner Schattenrisse finden sich weitergehende persönliche Anmerkungen zu den dargestellten Personen, die oftmals im heute derb und grob anmutenden Ton der damaligen Burschensprache gehalten sind. Die Blätter des Albums haben ein Format von 18 × 13 cm. Die ersten 33 Blatt zeigen damalige Göttinger Professoren, die Blätter 34 bis 120, mit den eingefügten Zusatzseiten 69a und 112b, zeigen Porträts seiner Koätanen in der Hannoverschen Landsmannschaft und der hervorgehobenen Mitglieder der weiteren in Göttingen bestehenden Landsmannschaften seiner Zeit so wie auch die Porträts von nicht landsmannschaftlich organisierten Studenten. Auch die Mitgliedschaft im damals mächtigsten Studentenorden in Göttingen, dem Orden ZN, wird zusätzlich vermerkt. Die Blätter 124–184 zeigen damals berühmte Zeitgenossen auf dem Feld der Literatur und die Blätter 184–190 zeigen bekannte Bürger der Städte Göttingen und Einbeck seiner Zeit. Auf den Seiten 191/192 ist ein Namensregister angefügt.

## Provenienz
Die Silhouetten-Sammlung Schubert befindet sich seit dem 150sten Universitätsjubiläum der Georgia-Augusta im Jahr 1887 in der Handschriftenabteilung der SUB Göttingen. Die Provenienz dieser Göttinger Zimelie wurde 1887 von dem emeritierten Göttinger Kirchenrechtler und hannöverschen Konsistorialratspräsidenten Otto Mejer durch einen handschriftlichen Eintrag von vier Seiten vor dem Titeleintrag Schuberts festgehalten: Die Silhouetten-Sammlung Schubert gelangte zunächst in die mit Schubert verschwägerte Familie von Wickede, die im Ratzeburg benachbarten Fürstentum Ratzeburg zum mecklenburgischen Landadel gehörte. Schuberts Schwester hatte den mecklenburgischen Drost Nicolaus Otto von Wickede geheiratet. Aus dieser Familie gelangte das Buch im Erbgang an den Geheimen Rat Rudloff in Frankfurt (Oder), der es 1887 der Georgia-Augusta übergab.

## Bedeutung für die Literatur- und Geistesgeschichte

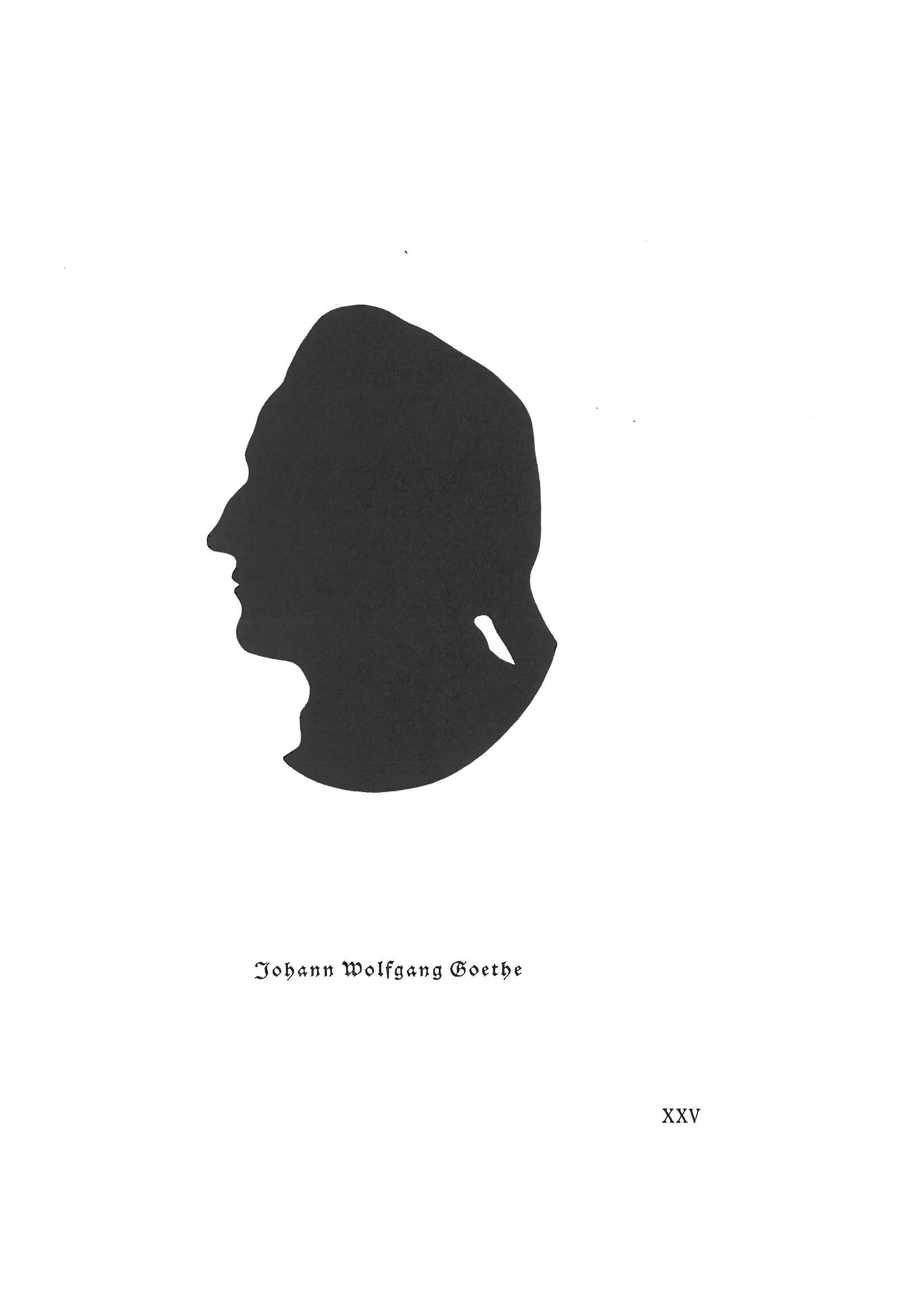
Schuberts Goethe-Silhouette in der Edition von Bräuning-Oktavio

Ende des 19. Jahrhunderts begann die Literatur mit der kunsthistorischen Aufarbeitung und Edition der umfangreicheren Silhouetten-Sammlungen der 2. Hälfte des 18. Jahrhunderts. So wurde die Ayrerische Silhouettensammlung des fürstlich-schönburgschen Hofmeisters und Silhoettenschneiders Georg Friedrich Ayrer 1899 von Kroker und die Silhouetten aus dem Nachlass von Johann Heinrich Merck 1908 ediert. Die Silhouetten-Sammlung Schubert wurde in diesem Zusammenhang von Hermann Bräuning-Oktavio erstmals in seinem Aufsatz in den Xenien 1913 dargestellt und in den Zusammenhang zu den großen Sammlungen Lavaters und den Arbeiten von Ludwig Julius Friedrich Höpfner oder Johann Wilhelm Wendt gesetzt. Er ging dabei im Einzelnen nur auf die Porträts der Sammlung ein, die die damaligen Professoren der Georgia-Augusta sowie bekannte Zeitgenossen des Literaturgeschehens der Zeit darstellten. Die Zäsur des Ersten Weltkrieges führte dazu, dass seine Edition dieses Teils der Schubertschen Sammlung erst 1926 erschien. Er verband die Darstellung mit der Edition der wesentlich kleineren Sammlung des Johann Heinrich Voß, der dem Göttinger Hainbund angehörte, so dass die beiden gemeinsam edierten Sammlungen durch ihren Bezug zu Göttingen eine Verbindung aufweisen. Diese Verbindung wird inhaltlich auch dadurch deutlich, dass der in der Silhouettensammlung Voß vertretene Dichter Johann Anton Leisewitz sowohl mit dem Göttinger Hain in Verbindung stand, wie auch der Hannöverschen Landsmannschaft Schuberts und darüber hinaus auch der Gustav-Loge im unzenntrennlichen Concordienorden, die mit dem Studentenorden C.e.T. verbunden war, als Mitglied angehörte. Bräuning-Oktavio lobte bereits 1913 die qualitätsvollen Arbeiten Schuberts und schlug vor, verunglückte Silhouetten dritter Herkunft künftig in Veröffentlichungen durch die besseren Schuberts zu ersetzen. In seiner Edition 1926 waren die Arbeiten Schuberts Grundlage einer deutlichen Kritik an der Qualität der Grünstein-Edition der Silhouetten Mercks im Anhang. Bräuning-Oktavio stellte bereits 1913 die außergewöhnlich gut gelungene Silhouette Goethes nach dem Vorbild Hoepfners in der Schubertschen Sammlung heraus.

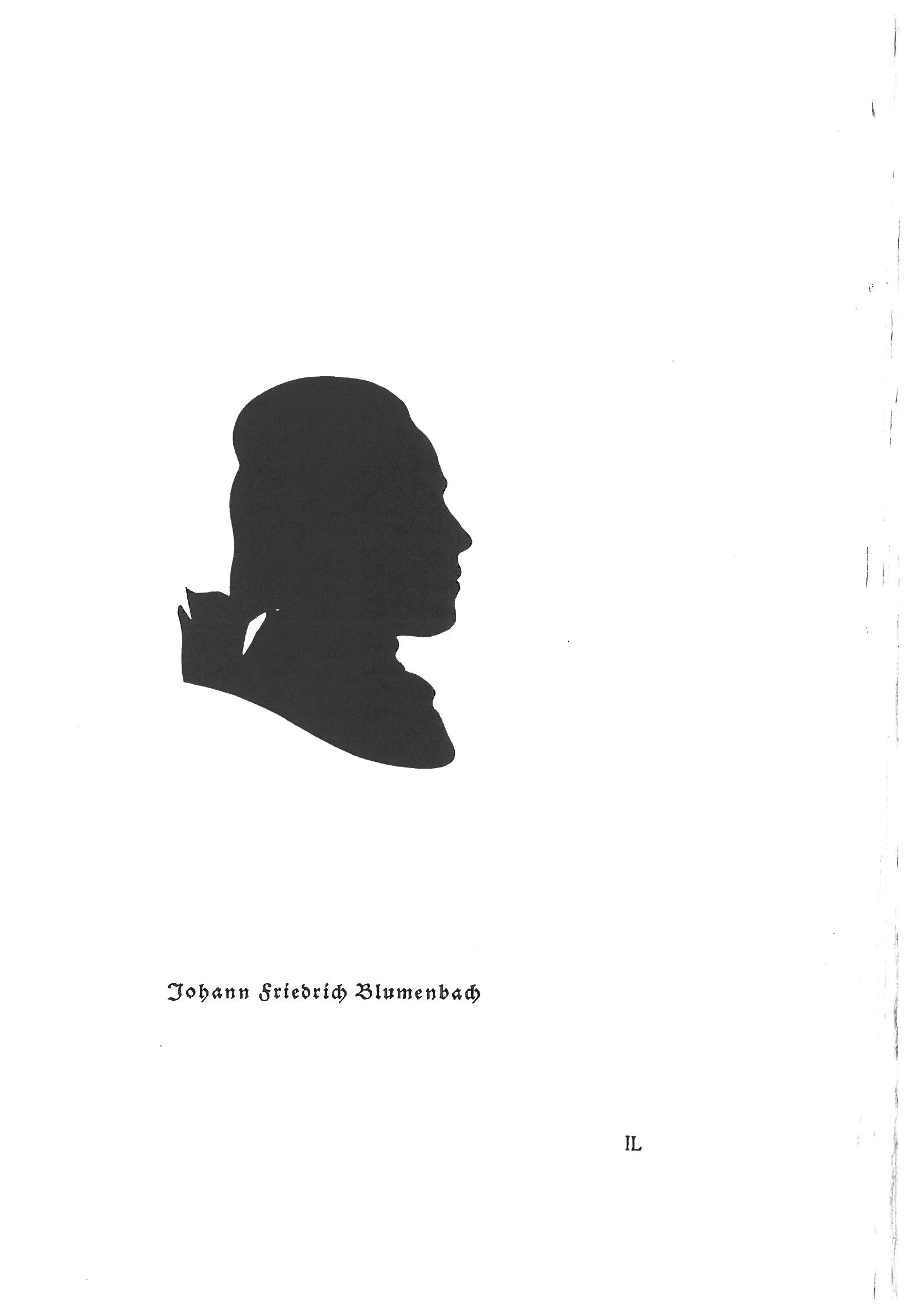
Blumenbach
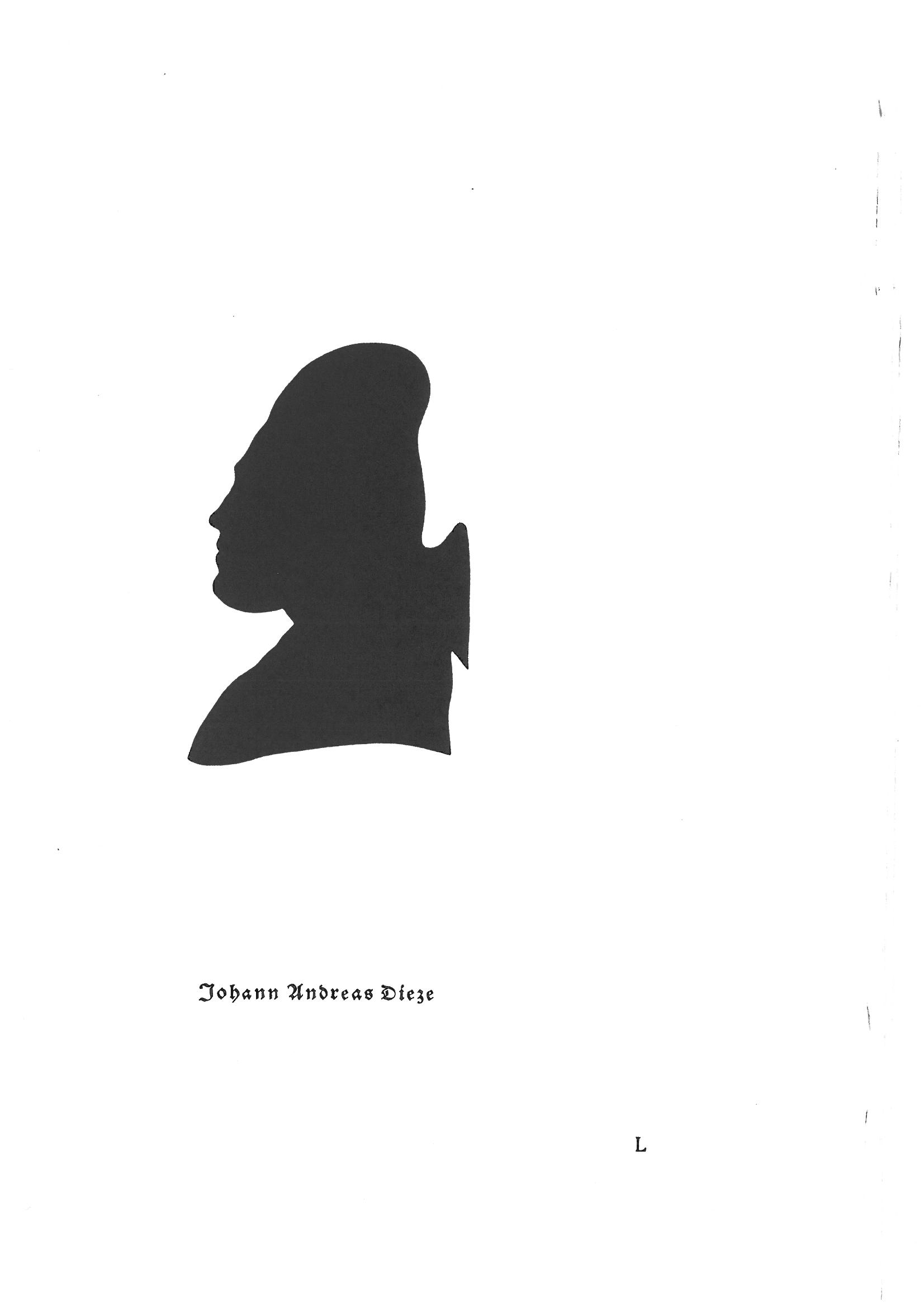
Dieze
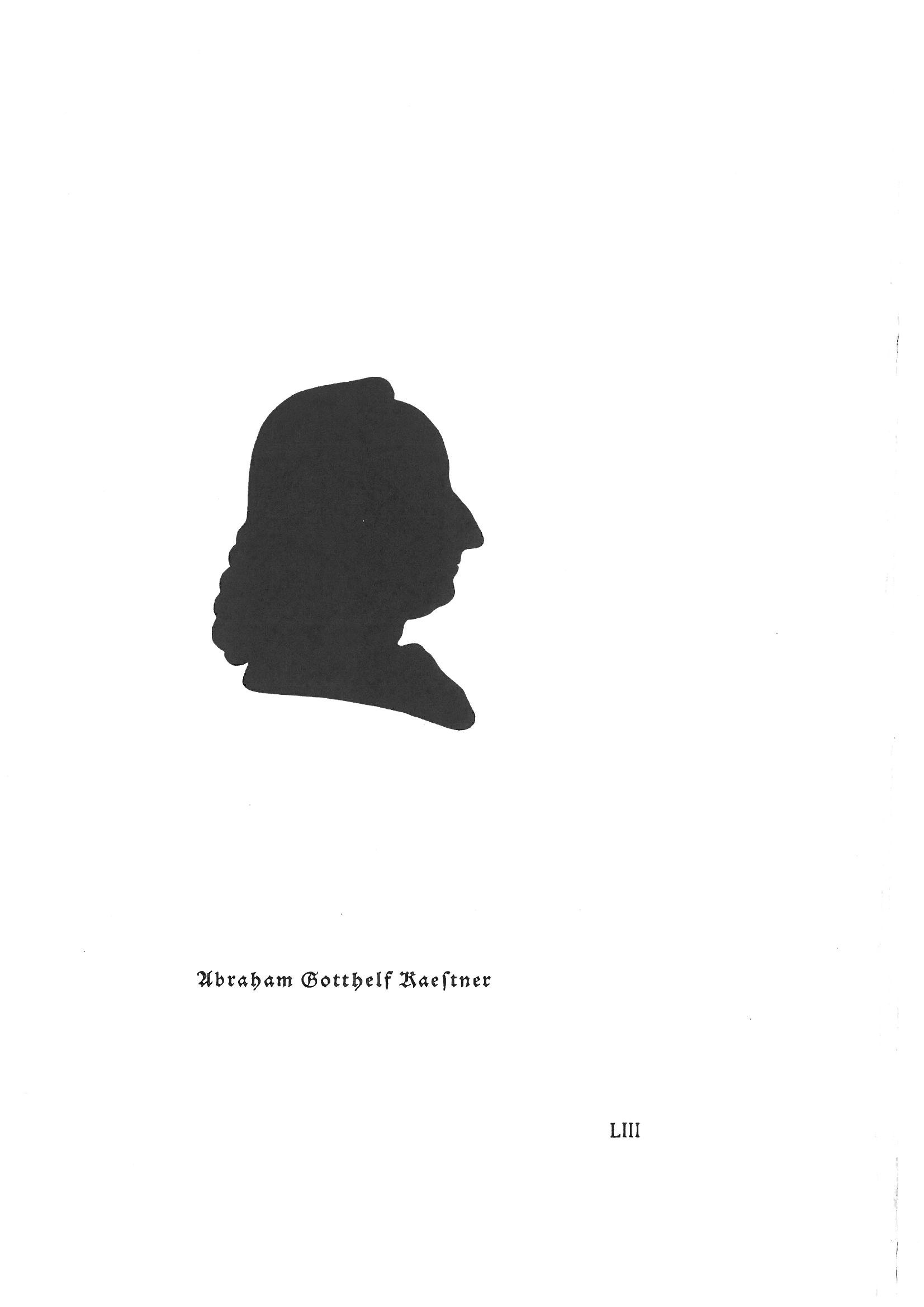
Kästner
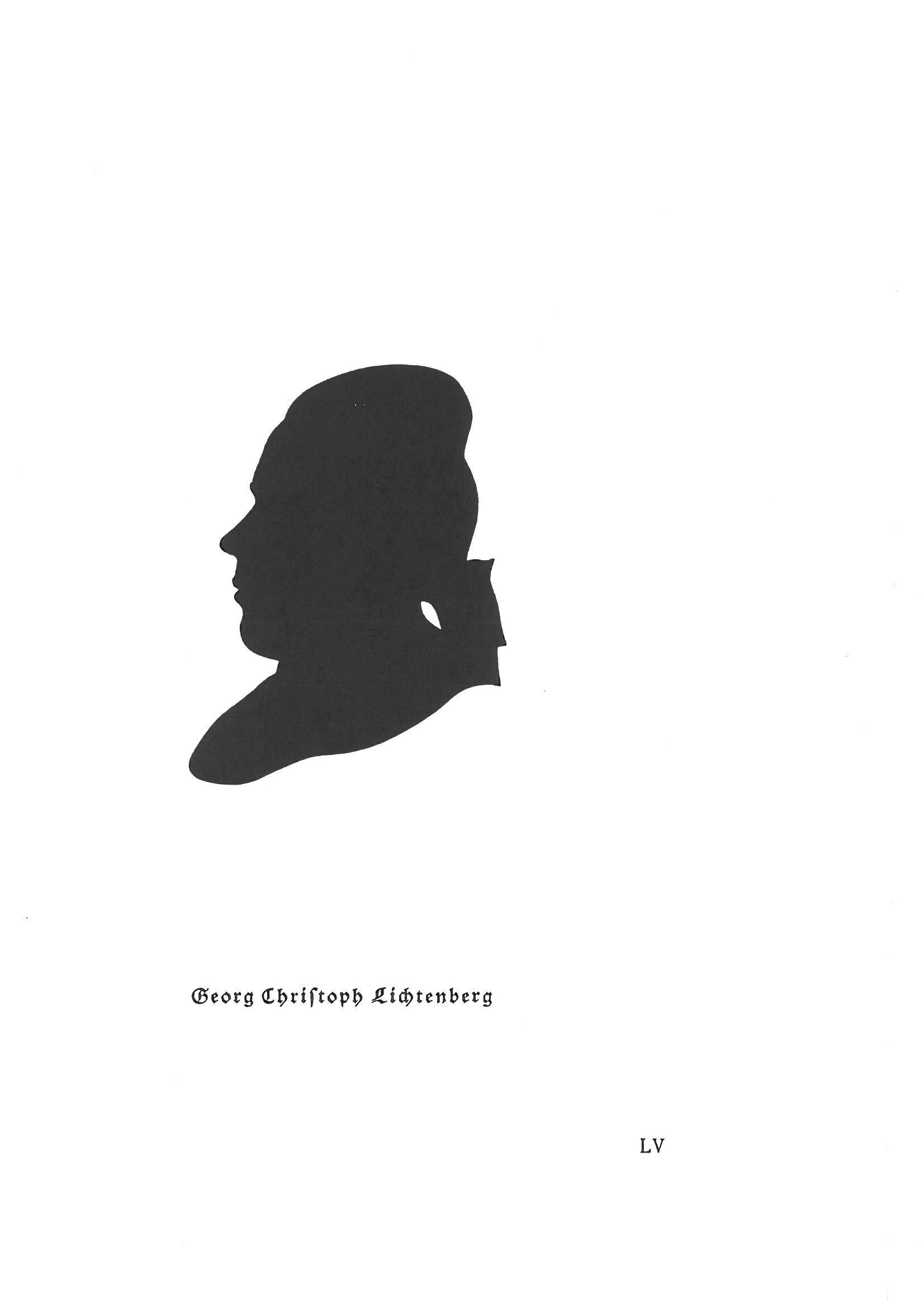
Lichtenberg
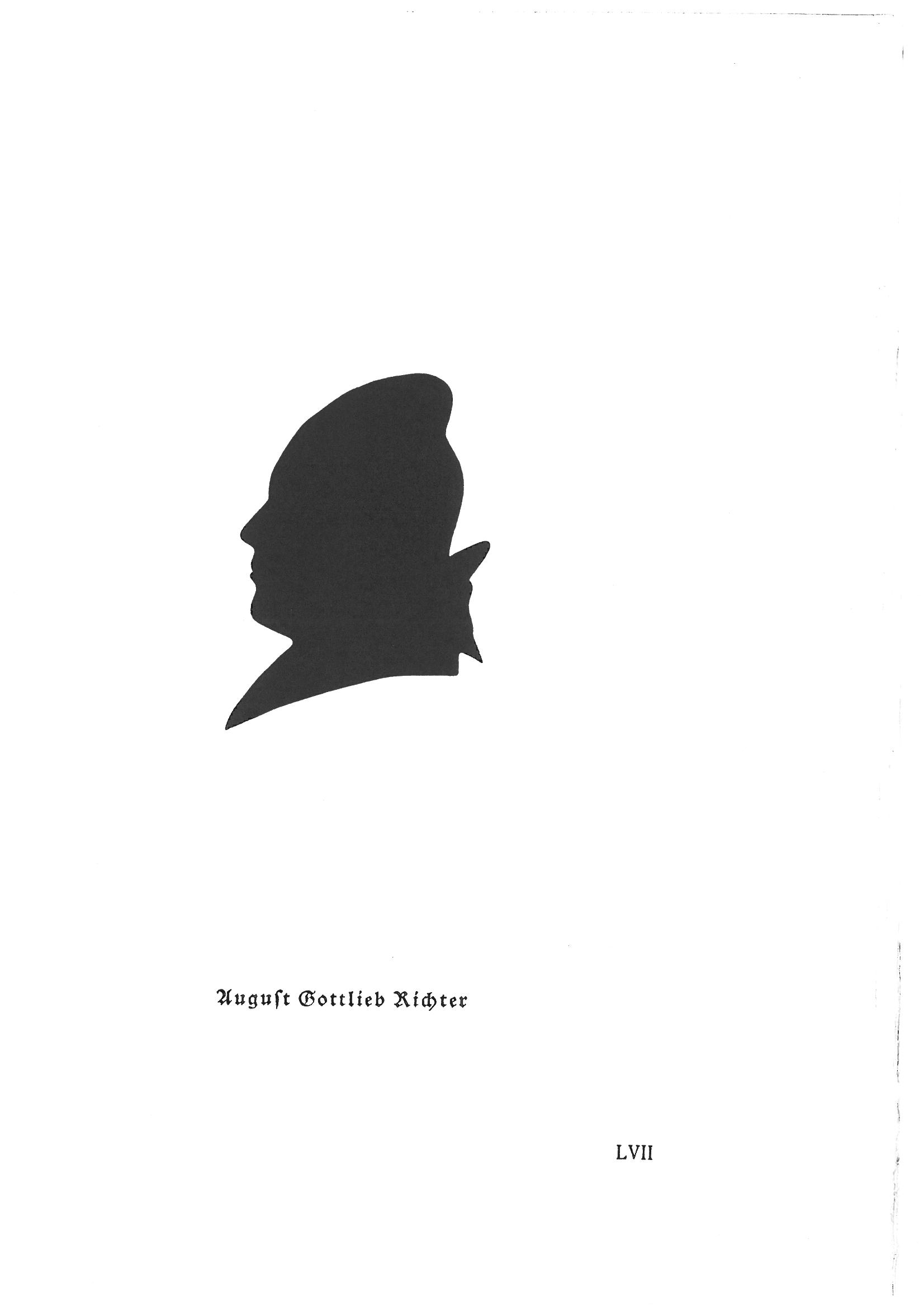
Richter

Hinsichtlich der Professoren an den Göttinger Fakultäten gibt Bräuning-Oktavio in seiner Edition ausgewählte Kostproben der zumeist spöttischen Bemerkungen Carl Schuberts zu den Professorenbildnissen im Anmerkungsteil wieder, von denen einige hier weitergegeben werden. So kommentiert er den späteren Senior des Ordens ZN und Göttinger Anatom Johann Friedrich Blumenbach bissig:

„In seinem auditorio ist er sehr possierlich; bringt alle Augenblicke Bursche bon mots an, qui ont souvent l’air gauche. Er heiratete eine Demoiselle Brandes. Um die Aufmerksamkeit seiner Zuhörer auf sich zu ziehen, bediente er sich der allerhorrendesten Lügen, die er im Collegio vorbrachte.“

Das Beispiel des Bibliothekars Johann Andreas Dieze (1729–1785) zeigt, dass Schubert die Personen seines Memorabilienbuches auch über sein 1781 abgeschlossenes Studium hinaus beobachtete:

„Vom Bibliothekar wird uns gewiß ein Werk vollbracht,
Denn nun nimmt er zur Arbeit auch die Nacht.(Kaestner.)
 Trank äußerst gern Rheinwein und ging demselben zu Liebe als Bibliothekar und Professor 1784 nach Mainz, wo er selbst auch bald an zu viel Rheinwein verstarb. Er kannte erstaunlich viel Büchertitel, hatte aber nur wenige gelesen.“

Zu dem Historiker Johann Christoph Gatterer befindet Schubert mitfühlend wie auch anerkennend:

„Seine Tochter Philippine hat einen Band Gedichte ediert. Lebt sehr kümmerlich, weil Schlözers Windbeuteley mehr Aufsehen erregt, als seine viel gründlichere Kenntnisse.“

Der zuvor schon von Schubert zitierte Epigrammatiker Abraham Gotthelf Kaestner wird hingegen hochgehalten:

„Starker Mathematicus. Epigrammatiste; reitet die hiesigen Professores stark zusammen.“

Der Lavater-Spötter Georg Christoph Lichtenberg hat wiederum bei dem Silhouettier Schubert keine Chance und wird mit einem damals umlaufenden Ressentiment bedacht:

„Hat sonst nicht gelesen, erhielte aber im Sommer 1778 von Hannover Befehl dazu. Ließ im Sommer 78 einen großen Drachen fliegen. Ist sehr witzig; trägt einen Puckel und soll ein Sohn Gg. II. seyn. Hat die Aufsicht über viele Engländer, und ist beim König sehr gut angeschrieben, der ihn auch persönlich kennt.“

Über den Chirurgen August Gottlieb Richter notiert sich Schubert schließlich:

„Sticht den Stahr sehr gut. Hat einen schlechten Charakter; denn man weiß, daß er Leute inmitten der Chur verlassen hat, weil diese Armen dem Unmenschen schon ihr Hab und Gut hingegeben hatten, und nun von ihnen nichts mehr zu erhoffen war.
Errichtete 1781 ein Hospital von 12 Betten auf Unkosten der Freymaurer, und setzte sich mit Herrn Böhmer als Arzt daran. Alle Kranken, sowohl innerliche als äußerliche, welche sie hineinzogen, mußten ihren Experimenten weichen und den Weg des Fleisches wandeln, um den jungen Ärzten zu zeigen, wie sie ihre Lieferungen einrichten müßten. Baldinger, allzeit ein Antagonist von Herrn Richter, machte folgende Satire auf dies Hospital und rückte sie in sein Magazin für Ärzte:
Beyträge zur medicinischen Polizey um den Staat von Bettlern zu reinigen.
Der Kranken war eine große Schaar,
Sie klagten über kranke Glieder,
Man schickte sie ins Hospital,
Und keiner kam zum Betteln wieder.“

Die Silhouetten-Sammlung Schubert gibt damit neben den Schattenrissen der Göttinger Professoren auch eine zeitgenössische, sicherlich subjektive Beurteilung von deren Bedeutung und Persönlichkeit aus studentischer Sicht.
- Blumenbach
- Dieze
- Kästner
- Lichtenberg
- Richter

## Bedeutung für die Studentengeschichte
Schubert ist als Student in Göttingen auch durch die von Deneke veröffentlichten Protokolle der Hannöverschen Landsmannschaft als deren Mitglied belegt; er wurde am 28. August 1778 in die Landsmannschaft rezipiert und gehörte zunächst ihrer 1. Adjudantur als Untergliederung an, ab Ostern 1779 war er der 2. Adjudantur zugeordnet. Die Hannöversche Landsmannschaft des 18. Jahrhunderts ist die am weitgehendsten dokumentierte studentische Landsmannschaft des 18. Jahrhunderts in Göttingen. Schubert übernahm für die Zeit seines Studiums in diesem Zusammenschluss nicht die Rolle eines Akteurs; er hatte zu keiner Zeit eine leitende Funktion (Charge), sein Memorabilienbuch weist ihm eher die Position eines peniblen Beobachters zu. Während die Protokolle der Landsmannschaft den Zeitraum von 1775 bis zu ihrer Beschlagnahme wohl nach Michaelis 1779 abdecken, verlängert das Memorabilienbuch Schuberts diesen Zeitraum über sein eigenes Studienende in Göttingen 1781 hinaus, indem er Nachrichten seines jüngeren, ebenfalls in Göttingen studierenden Bruders August Philipp zu den in Göttingen verbliebenen, in seinem Buch abgebildeten Kommilitonen nachträgt. Seine Sammlung ist die einzige geschlossene studentische Porträtgalerie Göttingens im 18. Jahrhundert. Sie beschränkt sich nicht auf die eigene Hannöversche Landsmannschaft, sondern weist auch die profilierten weiteren Vertreter der übrigen Landsmannschaften sowie Angehörige des damals machtvollen Studentenordens ZN aus, zum Teil in Doppelmitgliedschaft in den Landsmannschaften. Bis heute nicht nachvollziehbar ist, warum Deneke die Sammlung Schubert in seinem Werk über die Göttinger Landsmannschaften 1937 zwar erwähnte, aber, bis auf die Nennung der Namen einiger weniger Chargierter, auf eine Auswertung der Sammlung Schubert im Übrigen völlig verzichtete. So kommt ihm zweifellos das Verdienst zu, die Quelle für die Studentengeschichte entdeckt zu haben, aber da er weder eine Fundstelle noch den Inhalt angab, ist die eingehende Auswertung in studentenhistorischer Sicht bis heute unterblieben. Richter beklagt sich in seiner ansonsten gut recherchierten Arbeit über den Esperance- und ZN-Orden 1974: „Diese Sammlung ist leider nicht verfügbar, zumal Deneke keinen Hinweis auf den Fundort gegeben hat“. So musste auch seine akribische Untersuchung des Studentenordens ZN in Göttingen ohne eine Auswertung der Schubertschen Sammlung auskommen. Bis heute fehlt daher eine veröffentlichte Auswertung des studentischen Teils dieser bemerkenswerten Sammlung mit Abbildungen der Angehörigen der Braunschweigischen (1), der Frankfurter (2), der Hamburger (9), der Hannöverschen (29), der Kurländischen (8) und der Mecklenburgischen Landsmannschaft (8) sowie des Studentenordens ZN, für den 19, teils bei Richter in der 1974 erstellten Mitgliederliste des Ordens fehlende Ordensmitglieder belegt werden.

### Senioren der Göttinger Landsmannschaften
Die nachfolgende Auswahl von Senioren der 1778/79 in Göttingen existierenden Landsmannschaften zeigt den studentenhistorischen Dokumentationswert der Silhouetten-Sammlung Schubert.

F. L. v. Münchhausen, Senior der Braunschweigischen Landsmannschaft und Mitglied des Ordens ZN
Jaenisch sen., Senior der Hamburgischen Landsmannschaft
J. v. Wedemeyer, Senior der Hannöverschen Landsmannschaft und Mitglied des Ordens ZN
G. v. Buddenbrock, Senior der Landsmannschaft der Kurländer und Mitglied des Ordens ZN
L. H. v. Mecklenburg, Senior der Mecklenburgischen Landsmannschaft

### Studentische Stammbuchhalter in der Silhouetten-Sammlung Schubert
Carl Schubert ordnete seiner Studentengalerie teilweise auch die begleitenden Hofmeister und persönlichen Erzieher seiner Kommilitonen zu. Diese führten ihrerseits Stammbücher, von denen einige erhalten und bekannt sind. Sie stellen die Gegenstücke zum Bekanntenkreis Schuberts dar und lassen so in der Gesamtbetrachtung vertiefende Rückschlüsse auf den gesellschaftlichen Verkehr der Göttinger Studenten untereinander zu.
| Stammbuchhalter                          | Laufzeit  | Lagerort                                                  | Anmerkungen | Abbildung |
| ---------------------------------------- | --------- | --------------------------------------------------------- | --- | --------- |
| Patkul, Johann Jakob von (1757–1811)     | 1775–1796 | Württembergische Landesbibliothek Signatur: Cod. Don. 908 | Mitglied der Kurländischen Landsmannschaft und Mitglied des Ordens ZN, Silhouette Nr. 53 in der Silhouetten-Sammlung Schubert.                                                                |           |
| Töbing, Hartwig von                      | 1778–1779 | Privatbesitz in Buenos Aires (1940)                       | Mitglied der Hannoverschen Landsmannschaft. Silhouette Nr. 41 in der Silhouetten-Sammlung Schubert.                                                                                           |           |
| Sandeberg, Johan David af (1759–1795)    | 1778–1779 | Skara Stifts- och Landsbibliotek                          | Stammbuch mit Einträgern aus der Hannöverschen, Kurländischen und anderen Landsmannschaften sowie Mitgliedern des Studentenordens ZN. Silhouette Nr. 98 in der Silhouetten-Sammlung Schubert. |           |
| Kämpe, Carl Larsson (1738–1816)          | 1774–1810 | Skara Stifts- och Landsbibliotek                          | Schwedischer Bibliothekar und seinerzeit Hofmeister Sandebergs in Göttingen. Silhouette Nr. 99 in der Silhouetten-Sammlung Schubert.                                                          |           |
| Alten, Carl Edmond Georg von (1758–1841) | 1779–1781 | Privatbesitz in Grasdorf (1902)                           | Mitglied der Hannoverschen Landsmannschaft und im Orden ZN. Silhouette Nr. 50 in der Silhouetten-Sammlung Schubert.                                                                           |           |
| Einfeld, Georg Wilhelm                   | 1779–1780 | Privatbesitz in Hildesheim (1933)                         | Mitglied der Hannoverschen Landsmannschaft. Silhouette Nr. 37 in der Silhouetten-Sammlung Schubert.                                                                                           |           |